# Leap of Faith: Der Exorzist
Leap of Faith: Der Exorzist ist ein 2019 erstveröffentlichter Dokumentarfilm von Alexandre O Philippe über die Entstehungsgeschichte des Horrorfilms Der Exorzist. Die Uraufführung des Films fand bei den 76. Filmfestspielen in Venedig statt. Am 5. Oktober 2023 startete die Doku in den deutschen Kinos und wurde am 19. Oktober auf DVD und Blu-ray veröffentlicht.

## Handlung
Der Essayfilm stellt Regisseur William Friedkin (Der Exorzist) in einem Interview mit Filmemacher Alexandre O Philippe in den Mittelpunkt. Neben vereinzelten Impulsfragen lässt Alexandre O. Philippe Friedkin frei über seinen Film, dessen Entstehung und Bedeutung reden und analysieren.
Zur Unterstützung wird die Doku mit begleitenden Filmausschnitten, Making-of Eindrücken sowie anderen Interviews untermalt.

## Kritiken
Der Dokumentarfilm erhielt überwiegend positive Kritiken.
Jörg Gerle vom Filmdienst resümierte, dass der Film von Philippe auf das große Ganze aus sei. Ein wenig Biografie, wenn Friedkin mit Pathos von seinem ersten prägenden Kinobesuch, vom Dunkelwerden und vom eigenen Jauchzen erzähle. Ein wenig Filmseminar, wenn er analysiere, wie eine ganz bestimmte Szene funktioniere. Vor allem sah er darin ein Vermächtnis, da man sich an den weniger neuen, aber immer wieder faszinierenden Einlassungen des begnadeten Geschichtenerzählers nicht sattsehen könne.
Rouven Linnarz von film-rezensionen.de stellte fest, dass „Leap of Faith“ eine spannende, sehr intelligente Dokumentation über die Entstehung eines Meilensteins des Horrorgenres, doch darüber hinaus eine Geschichte über Kunst, den Glauben an das Medium Film sowie die eigenen künstlerischen Prinzipien sei.